# Dragonero Adventures
Dragonero Adventures è una serie a fumetti di genere fantasy pubblicata dalla Sergio Bonelli Editore.
Spin-off della serie Dragonero, incentrato sulle avventure adolescenziali dei personaggi, appartiene alla "linea young" della casa editrice dedicata ad un pubblico giovane. Rispetto al tradizionale formato bonellide in bianco e nero è a colori, di dimensioni maggiori e spillato con una foliazione di sessantaquattro pagine.

## Storia editoriale
Durante Lucca Comics & Games 2015 è stata annunciata l'idea di sviluppare una serie di Dragonero dedicata a un pubblico più giovane venendo poi confermata da Luca Enoch e Stefano Vietti durante Lucca Comics and Games 2016 presentandola insieme ad un'altra serie spin-off ambientata nel mondo di Dragonero.
Chiamata inizialmente con i titoli di lavorazione Dragonero Young e Le avventure di Ian e Gmor, lo spin-off narra le vicende dei protagonisti durante l'adolescenza ed esordisce a Novembre 2017, in anteprima a Lucca Comics & Games 2017, in albi spillati a colori, da 64 pagine e in un formato più grande rispetto a quello bonelliano. Tutti gli studi preparatori, le copertine e il primo numero della serie sono stati realizzati da Riccardo Crosa. La serie viene interrotta al dodicesimo albo nell'Ottobre del 2018.
Da Novembre 2022, parallelamente al lancio della serie animata tratta dal fumetto, è stata rilasciata una seconda serie, Dragonero Le mitiche avventure, un brossurato da 96 pagine a colori 16 x 21 cm, contenente sia storie inedite che ristampe della precedente pubblicazione oltre a studi, schizzi e materiale di approfondimento sia della serie a fumetti che della serie animata Dragonero - I paladini, il cui primo numero è stato presentato in anteprima a Lucca Comics & Games 2022. Da Settembre 2023 Dragonero Le mitiche avventure inizia a pubblicare solo avventure inedite dei tre giovani protagonisti.

## Trama
Nei pressi della tenuta di Silverhide viene scoperta un'antica colonna che porta sul luogo il Lùresindo Ninsei ad indagare. Il misterioso ritrovamento attira l'attenzione anche di tre giovani amici, i fratelli Ian e Myrva, figli di Aran Herionill della casata degli Uccisori di Draghi, e Gmor Burben, della tribù orchesca locale.
Insinuatisi di notte nell'antro sotterraneo esistente sotto la colonna, i tre ragazzi scoprono un antico macchinario di cui ignorano la funzione. Nella stessa occasione trovano anche lo stesso Ninsei che colpito mortalmente dalle trappole poste a difesa del luogo ha dovuto trasferire il suo spirito nell'unica creatura a disposizione, ovvero una talpatrolla dal pelo blu.
Il vecchio mago rivela ai tre che il macchinario serve a tenere confinato nella dimensione dell'Inframondo un arcimago malvagio, Sidirugus il "Burattinaio", ma è sul punto di bloccarsi e l'unico modo per riavviarlo è attraverso il libro del suo costruttore, Trikketrakke, che si trova nella città perduta di Ur-Koo Khan. A causa della sua condizione Ninsei affida il recupero del libro ai tre giovani e attiva il portale del macchinario per spedirli a destinazione.
Giunti nel palazzo in rovina di Trikketrakke i tre si mettono a cercare, ma scoprono che degli automi al servizio del Burattinaio se ne sono impossessati. Attraverso un portale aperto dagli automi, Ian, Myrva e Gmor si ritrovano nella oscura dimensione dell'Inframonndo. Dopo ore di cammino, gli automi raggiungono il loro signore, intenzionato a distruggere il "Libro delle chiavi" per evitare ostacoli al suo ritorno imminente nell'Erondàr.
Mimetizzatisi tra gli automi, i tre giovani riescono a recuperare il libro grazie ad un gancio lanciato da Myrva e a darsi alla fuga venendo inseguiti dall'esercito di automi dell'arcimago. Messi con le spalle al muro, iniziano una disperata resistenza fino a quando Myrva non si accorge di alcune rune mobili sulla copertina del libro identiche a quelle viste sul portale del macchinario da cui sono partiti. Provando a metterle nel medesimo ordine la ragazza riesce ad aprire un nuovo portale da cui riescono a fuggire, ritornando da Ninsei.
Ninsei si appresta ad utilizzare il libro per riattivare la macchina, ma con suo grande dispiacere scopre che è inservibile: negli anni diversi individui devono averne estratto vari frammenti essendo realizzati con materiali pregiati, dispersi ora chissà dove. Ninsei esaminando il libro comprende che è possibile, posizionando le rune in un determinato modo, aprire portali verso i luoghi dove si trovano i vari frammenti delle pagine.
Il mago quindi chiede ai tre amici se sono pronti ad intraprendere la pericolosa impresa, ricevendo per risposta un vigoroso assenso.

## Personaggi
- Ian Aranill: giovane ragazzo di quattordici anni, discendente della casata dei Varliedarto, i Cacciatori di draghi, affamato di avventure. Vive con nel feudo di famiglia a Sud-ovest del "Mare della Brezza", piccolo mare interno dell'Impero Erondariano.
- Gmor Burpen: giovane orco sedicenne, vive con il suo clan nei pressi del feudo della famiglia di Ian e Myrva con cui ha una salda amicizia e ne condivide le disavventure.
- Myrva Aranille: sorella minore di Ian, è una ragazza molto intelligente che non poche volte trae di impiccio i suoi due compagni d'avventura.
- Ninsei: mago Lùresindo che ha trasferito la sua anima in una talpatrolla (animale di grosse dimensioni dal pelo blu che abita nel sottosuolo) la cui missione è impedire il ritorno di un mago malvagio, il "Burattinaio".
- Alben: amico Lùresindo di Ninsei e anche della famiglia di Ian e Myrva. Per aiutarli nella loro missione, dona loro una spada fatta con del legname magico, per Ian, e dei cristalli di luresilca, per Myrva e Gmor[8].
- Keyra: giovane orchessa della tribù di Gmor.
- Bulko: giovane orco della tribù di Gmor.
- Kuma: giovane orco della tribù di Gmor.
- Aran Herionill: padre di Ian e Myrva, è un viticoltore e si occupa della tenuta di famiglia.
- Elara Nomenille: madre di Ian e Myrva, studiosa di botanica, è sempre in viaggio per lavoro e fa ritorno a Silverhide dopo lunghi periodi di assenza. Possiede una torre dove custodisce tutto ciò che ha raccolto dai suoi viaggi e che ha riportato a casa e da cui ha sempre ammonito di stare lontano[9]
- Herion Eukenill: nonno di Ian e Myrva, attuale Varliedarto e possessore della spada "Tagliatrice Crudele". Si occupa dell'addestramento di Ian per farlo diventare il suo successore[8].
- Elda: nonna di Ian e Myrva.
- Meyer: severo tutore di Ian e Myrva.
- Birf: figlio del fabbro del paese vicino alla tenuta di Ian, corpulento e gradasso, si trova spesso in contrasto con lui[10].
- Gwenna: bella ragazza figlia del borgomastro del paese vicino alla tenuta di Ian[9].
- Momar e Hubba: una strana coppia di amici vagabondi che i tre protagonisti incontrano in seguito ad alcune razzie che il secondo compie ai danni dei greggi della zona di Silverhide. Hubba è infatti una creatura alata che un tempo era un'attrazione circense. A causa dei maltrattamenti che il suo padrone gli infliggeva, Momar lo liberò e si misero in viaggio insieme. Compresa la non pericolosità di Hubba, che cacciava solo per sfamarsi, Ian, Myrva e Gmor li lasciano ripartire senza creare loro problemi[11].
- Fiamma: un cucciolo di Cresta Rossa, che Ian, Myrva e Gmor hanno protetto da dei goblin, dopo che la madre era stata uccisa da un Drago Scagliadiferro[11]. In grado di comunicare tramite un linguaggio di segni effettuati con le proprie ali, Fiamma è molto fedele ai suoi giovani amici umani[10].
- Arlina: graziosa funambola in un circo itinerante di Zaghari, che aiuta Ian e Myrva a fuggire dopo che questi hanno liberato tutti gli animali tenuti in gabbia[12].
- Kato: un ruffodonte tenuto in gabbia in un circo itinerante, liberata dai protagonisti insieme a numerose altre. Animale dagli occhi dolci, si scatena in improvvisi e spaventosi ruggiti, gonfiando unitamente il folto pelame[12]. Dopo la fuga vive nei boschi vicino ai suoi salvatori e stringe un forte legame di amicizia con Gmor che gli ha dato il nome di Kato[9].
- Taa Hit'oa e Mohea: una giovane coppia appartenente al Popolo delle Vele che i protagonisti incontrano durante la loro ricerca dei frammenti del libro di Trikketrakke. Mohea era stata rapita dagli Uomini di sale e il suo innamorato si era messo al loro inseguimento per salvarla, impresa che compirà grazie ai suoi tre nuovi amici, tratti in salvo in mezzo al mare. I loro nomi significano "Colui-che-viaggia-lontano-senza-paura" e "Splendida principessa"[13].
- Loredi: giovane elfa silvana prigioniera della strega Shisma che l'ha catturata per tenere in vita le viverne di cui si impossessa. Costretta a servire Shisma sotto la minaccia di fare del male a Mysha, un orso suo amico, Loredi ritrova la speranza quando Ian, Myrva e Gmor giungono presso la fortezza volante della strega per recuperare uno dei frammenti del libro di Trikketrakke. Grazie a loro riesce a liberare Mysha e i tre draghi tenuti anch'essi prigionieri da Shisma. Prima di separarsi, Loredi confida ad Ian di essere sicura che si rivedranno un giorno e gli scocca un bacio sulle labbra[14].
- Nano guardiano: un nano che si occupa della manutenzione del "Torrazzo", la torre dell'orologio astronomico della cittadina di Lelodàrt. Vive in un enorme carro e ha il tatuaggio di due draghi che gli percorrono il petto e la schiena. Insieme alla torre protegge un portale che conduce all'Inframondo, attraverso il quale passano Ian e Myrva. Una volta recuperati, per farli sdebitare del suo aiuto il guardiano fa pulire loro il suo carro con grande disappunto dei due[15].
- Mimr e Yazir: un nano e il suo aiutante che vivono nella "Caverna delle nuvole" dove estraggono i portentosi cristalli di Luresilca per conto dell'Impero. I due aiutano Alben, Ian, Gmor e Myrva a raggiungere il laboratorio di Jokka il Folle, al cui interno sperano di trovare un mezzo per combattere l'esercito del Burattinaio[16].

### Avversari
- Il Burattinaio: Sidirugos, arcimago malvagio confinato nell'Inframondo secoli prima dai maghi della "Confraternita degli Incanti" per impedire i suoi piani di dominio. Il suo nome deriva dalla sua abilità nel creare automi di cui si circonda e che usa come esercito[17].
- Re dei goblin: il capo di una tribù di goblin acquartieratasi in un castello abbandonato, nel cui tesoro è presente uno degli ingranaggi del "Libro delle chiavi" di Trikketrakke. Avido e vendicativo, è anche uno stregone in grado di scagliare incantesimi e scandagliare i dintorni con una sfera magica[8].
- Uomini di sale: un gruppo di predoni che venerano un gigantesco Kraken a cui offrono sacrifici umani; è loro costume armarsi e indossare protezioni ricavate da creature marine[13].
- Predoni Lyzad: una tribù di uomini-lucertola che vivono nelle paludi e si cibano di uova di pesce[9].
- La strega: una vecchia strega che vive in una casa ricavata in un grosso albero circondata da un orto rigoglioso e un meraviglioso giardino, cinti da uno spesso muro di rovi. Con la sua magia tiene legati a sé tre piccoli servitori, Bim, Bum e Bam. Prima di venire fermata dall'arrivo di Gmor e il suo gruppo di amici orchi, era intenzionata a mangiare Ian e Myrva che aveva catturato in precedenza[10].
- Shisma: aguzzina di Loredi, è una strega driade che dà la caccia alle viverne selvatiche per venderle ai mercati dei regni del Sud. Vive in una fortezza volante con ai suoi ordini dei servitori spettrali. Tiene prigionieri tre enormi draghi e utilizza uno dei frammenti del libro di Trikketrakke per dare potere al suo bastone[14].
- Demoni dell'Inframondo: creature che popolano una dimensione magica tra i mondi[15].

## Pubblicazioni
Per entrambe le serie Dragonero Adventures e Dragonero Le mitiche avventure le copertine sono affidate al disegnatore Riccardo Crosa.

### Dragonero Adventures
| Nr | Data           | Titolo                     | Soggetto e sceneggiatura | Disegni                  | Colori                |
| -- | -------------- | -------------------------- | ------------------------ | ------------------------ | --------------------- |
| 1  | Novembre 2017  | Tre giovani eroi           | Luca Enoch               | Riccardo Crosa           | Paolo Francescutto    |
| 2  | Dicembre 2017  | Nella tana dei goblin      | Stefano Vietti           | Antonella Platano        | Alessandra Baccaglini |
| 2  | Dicembre 2017  | L'addestramento di Ian     | Stefano Vietti           | Vincenzo Riccardi        | Adele Matera          |
| 3  | Gennaio 2018   | Il demone alato            | Stefano Vietti           | Manuel Bracchi           | Claudia Boccato       |
| 3  | Gennaio 2018   | Un nuovo amico             | Stefano Vietti           | Giuseppe Matteoni        | Gotem Studio          |
| 4  | Febbraio 2018  | Oltre il Vallo             | Luca Enoch               | Luca Claretti            | Mattia De Iulis       |
| 4  | Febbraio 2018  | Il bruco vorace            | Luca Enoch               | Vincenzo Riccardi        | Riccardo Rullo        |
| 5  | Marzo 2018     | La grande fuga             | Luca Enoch               | Simone Garizio           | Valentina Bianconi    |
| 5  | Marzo 2018     | Il ponte del Troll         | Luca Enoch               | Diego Bonesso            | Alessandra Baccaglini |
| 6  | Aprile 2018    | L'isola del Kraken         | Luca Enoch               | Alessandro Pastrovicchio | Marcello Iozzoli      |
| 6  | Aprile 2018    | La regata del villaggio    | Luca Enoch               | Riccardo Bandiera        | Giulio Zeloni         |
| 7  | Maggio 2018    | La palude misteriosa       | Stefano Vietti           | Federico Vicentini       | Valentina Bianconi    |
| 7  | Maggio 2018    | Piante carnivore           | Stefano Vietti           | Francesca Aureli         | Paolo Francescutto    |
| 8  | Giugno 2018    | Il deserto dei Jinn        | Stefano Vietti           | Andrea Rossetto          | Marcello Iozzoli      |
| 8  | Giugno 2018    | Missione di soccorso       | Stefano Vietti           | Fabrizio De Fabritiis    | Alessandra Baccaglini |
| 9  | Luglio 2018    | L'antro della strega       | Luca Enoch               | Quirino Calderone        | Giada Marchisio       |
| 9  | Luglio 2018    | La disfida del bracciale   | Luca Enoch               | Francesco Siena          | Mattia De Iulis       |
| 10 | Agosto 2018    | La regina delle Driadi     | Stefano Vietti           | Antonella Platano        | Piky Hamilton         |
| 10 | Agosto 2018    | Tagliatrice crudele        | Stefano Vietti           | Simone Garizio           | Giulio Zeloni         |
| 11 | Settembre 2018 | La torre dell'orologio     | Luca Enoch               | Ivan Fiorelli            | Paolo Francescutto    |
| 11 | Settembre 2018 | La corsa delle cocozze     | Luca Enoch               | Daniele Cosentino        | Adele Matera          |
| 12 | Ottobre 2018   | Il segreto del Burattinaio | Stefano Vietti           | Luca Claretti            | Paolo Francescutto    |

### Dragonero - Le mitiche avventure
La collana ha una doppia numerazione in quanto la serie è registrata come proseguimento della precedente, per cui il numero 1 de Le mitiche avventure risulta essere il numero 13 di Dragonero Adventures. Con il numero 10 termina la ristampa del materiale precedentemente pubblicato e dal numero 11 vengono pubblicate storie inedite.
| Nr | Data           | Titolo albo                 | Titoli interni          | Soggetto e sceneggiatura | Disegni                  | Colori                         |
| -- | -------------- | --------------------------- | ----------------------- | ------------------------ | ------------------------ | ------------------------------ |
| 1  | Novembre 2022  | Arrivano gli eroi!          | n/a                     | Luca Enoch               | Simone Garizio           | Paolo Francescutto             |
| 1  | Novembre 2022  | Arrivano gli eroi!          | Tre giovani eroi        | Luca Enoch               | Riccardo Crosa           | Paolo Francescutto             |
| 2  | Dicembre 2022  | Il re dei Goblin            | n/a                     | Stefano Vietti           | Simone Garizio           | Paolo Francescutto             |
| 2  | Dicembre 2022  | Il re dei Goblin            | Nella tana del Goblin   | Stefano Vietti           | Antonella Platano        | Alessandra Baccaglini          |
| 2  | Dicembre 2022  | Il re dei Goblin            | L'addestramento di Ian  | Stefano Vietti           | Vincenzo Riccardi        | Adele Matera                   |
| 2  | Dicembre 2022  | Il re dei Goblin            | Il ponte dei Troll      | Luca Enoch               | Diego Bonesso            | Alessandra Baccaglini          |
| 3  | Gennaio 2023   | Attenti al demone!          | n/a                     | Stefano Vietti           | Simone Garizio           | Paolo Francescutto             |
| 3  | Gennaio 2023   | Attenti al demone!          | Il demone alato         | Stefano Vietti           | Manuel Bracchi           | Claudia Boccato                |
| 3  | Gennaio 2023   | Attenti al demone!          | Un nuovo amico          | Stefano Vietti           | Giuseppe Matteoni        | Paolo Francescutto             |
| 4  | Febbraio 2023  | Gli adoratori del Kraken    | n/a                     | Luca Enoch               | Simone Garizio           | Paolo Francescutto             |
| 4  | Febbraio 2023  | Gli adoratori del Kraken    | Il mare del Kraken      | Luca Enoch               | Alessandro Pastrovicchio | Marcello Iozzoli               |
| 4  | Febbraio 2023  | Gli adoratori del Kraken    | La regata del villaggio | Luca Enoch               | Riccardo Bandiera        | Giulio Zeloni                  |
| 5  | Marzo 2023     | Nella terra dei Draghi      | Oltre il Vallo          | Luca Enoch               | Luca Claretti            | Mattia De Iulis                |
| 5  | Marzo 2023     | Nella terra dei Draghi      | Il bruco ingordo        | Luca Enoch               | Vincenzo Riccardi        | Riccardo Rullo                 |
| 5  | Marzo 2023     | Nella terra dei Draghi      | Missione di soccorso    | Stefano Vietti           | Fabrizio De Fabritiis    | Alessandra Baccaglini          |
| 6  | Aprile 2023    | Fuga per la libertà         | n/a                     | Luca Enoch               | Simone Garizio           | Paolo Francescutto             |
| 6  | Aprile 2023    | Fuga per la libertà         | La grande fuga          | Luca Enoch               | Simone Garizio           | Valentina Bianconi             |
| 6  | Aprile 2023    | Fuga per la libertà         | Le mummie delle sabbie  | Stefano Vietti           | Andrea Rossetto          | Marcello Iozzoli, Gotem Studio |
| 7  | Maggio 2023    | Gli uomini lucertola        | La palude misteriosa    | Stefano Vietti           | Federico Vicentini       | Valentina Bianconi             |
| 7  | Maggio 2023    | Gli uomini lucertola        | La pianta carnivora     | Stefano Vietti           | Francesca Aureli         | Paolo Francescutto             |
| 7  | Maggio 2023    | Gli uomini lucertola        | Sfida a Palla Bracciale | Luca Enoch               | Francesco Siena          | Mattia De Iulis                |
| 8  | Giugno 2023    | Il castello sopra le nuvole | L'antro della strega    | Luca Enoch               | Quirino Calderone        | Giada Marchisio                |
| 8  | Giugno 2023    | Il castello sopra le nuvole | La regina delle Driadi  | Stefano Vietti           | Antonella Platano        | Piky Hamilton                  |
| 9  | Luglio 2023    | Prigionieri dell'Inframondo | La Torre dell'Orologio  | Luca Enoch               | Ivan Fiorelli            | Paolo Francescutto             |
| 9  | Luglio 2023    | Prigionieri dell'Inframondo | La corsa delle cocozze  | Luca Enoch               | Daniele Cosentino        | Adele Matera                   |
| 9  | Luglio 2023    | Prigionieri dell'Inframondo | Tagliatrice crudele     | Stefano Vietti           | Simone Garizio           | Giulio Zeloni                  |
| 10 | Agosto 2023    | Scacco matto al Burattinaio | n/a                     | Stefano Vietti           | Luca Claretti            | Paolo Francescutto             |
| 11 | Settembre 2023 | La geniale Myrva!           | Myrva e i Tecnocrati    | Luca Enoch               | Francesco D'Ippolito     | Alessandra Baccaglini          |
| 11 | Settembre 2023 | La geniale Myrva!           | L’apprendista stregone  | Stefano Vietti           | Antonella Platano        | Valentina Bianconi             |
| 12 | Ottobre 2023   | I troll dei ghiacci         | I troll dei ghiacci     | Luca Enoch               | Francesca Aureli         | Giulio Zeloni                  |
| 12 | Ottobre 2023   | I troll dei ghiacci         | Le tecnobraghe          | Luca Enoch               | Diego Bonesso            | Claudia Boccato                |
| 12 | Ottobre 2023   | I troll dei ghiacci         | La festa degli orchi    | Luca Enoch               | Quirino Calderone        | Tiziana De Piero               |

### Artbook
| Nr | Data          | Titolo                 | A cura            | Copertina     |
| -- | ------------- | ---------------------- | ----------------- | ------------- |
| 1  | Dicembre 2022 | Dragonero - I paladini | Giovanni Mattioli | Luca Genovese |

### Dragonero. Il magazine della serie TV
Rivista mensile collegata alla serie tv tratta dal fumetto di Dragonero Adventures, curata da Il Sole di Carta e contenente giochi, fumetti, gadget da collezionare.

## Serie televisiva
A Lucca Comics & Games 2015 viene annunciata la realizzazione di una serie animata basata sulle avventure giovanili dei protagonisti della serie Dragonero, in collaborazione con Rai Fiction. In occasione di Cartoons on the Bay 2017 vengono mostrate le prime sequenze animate in anteprima assoluta, mentre a Lucca Comics 2017 viene proiettato l'episodio pilota della serie.
Gli episodi della prima stagione sono ventisei e tutti i soggetti sono opera dagli autori della serie, mentre il lavoro grafico di riferimento è realizzato da Riccardo Crosa. Francesco Artibani si è occupato delle sceneggiature degli episodi. Alla realizzazione della serie animata partecipano anche investitori esteri, essendoci l'intenzione di trasmettere la serie anche al di fuori dell'Italia.
Il 26 marzo 2020 viene ufficialmente annunciata la produzione, da parte della Rai e di Bonelli Editore, della prima stagione composta da 26 episodi di 26 minuti l’uno e viene fornita una prima sinossi.
La serie viene presentata ufficialmente in occasione di Lucca Comics & Games 2022 nella giornata di sabato 29 ottobre, con la proiezione in anteprima dei primi quattro episodi e la pubblicazione di un artbook contente approfondimenti e dietro le quinte della serie animata.
In Italia la serie ha debuttato con i primi quattro episodi su Rai 2 e RaiPlay il 26 dicembre 2022 e sarà in seguito trasmessa su Rai Gulp e RaiPlay.